# Germania (zinnebeeld)

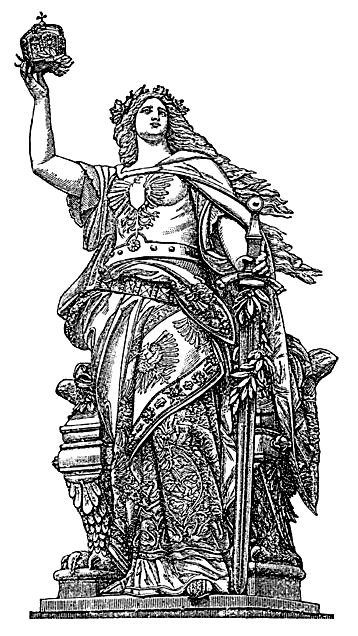
Germania

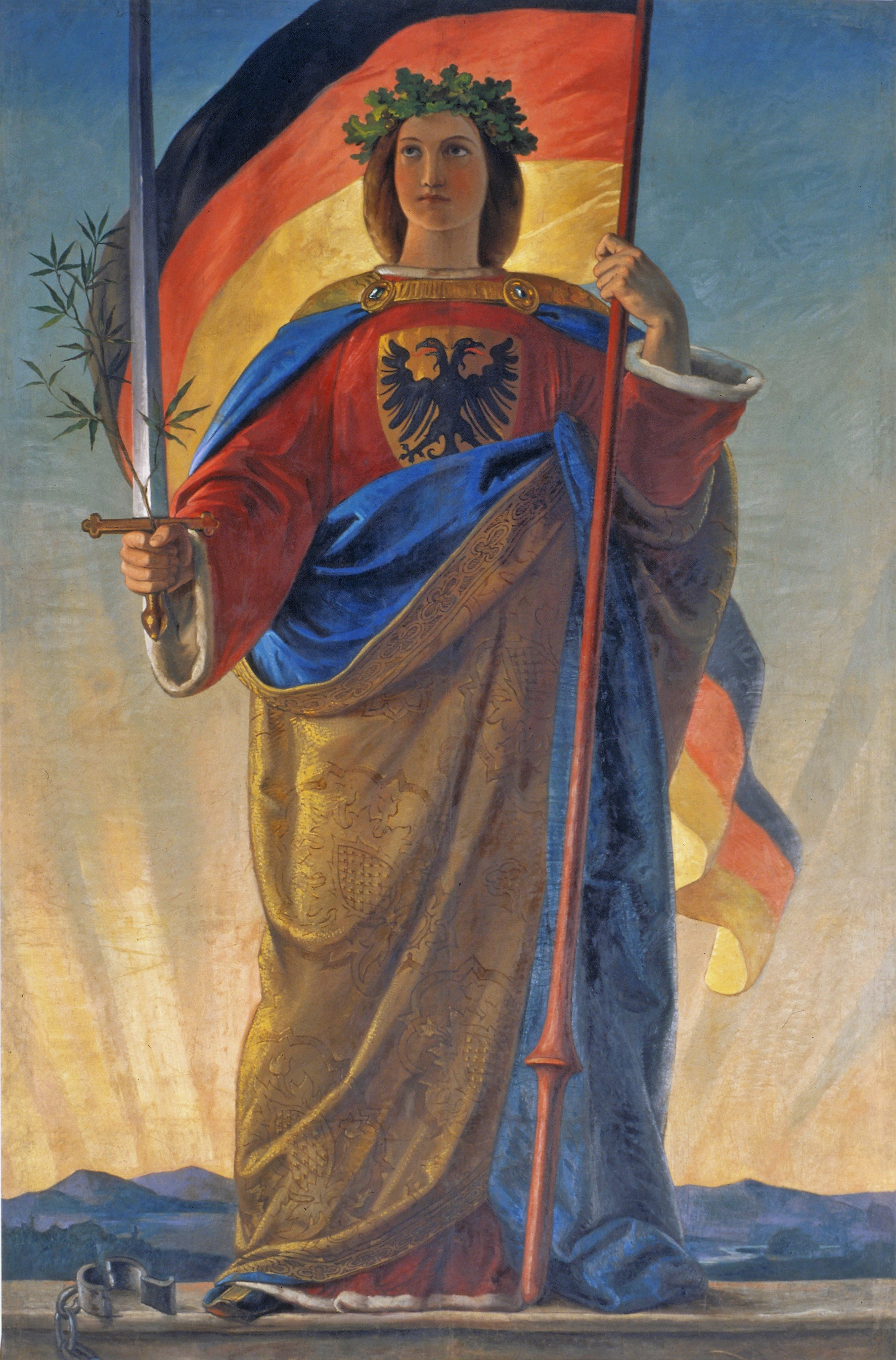
Het schilderij Germania, waaronder de afgevaardigden van het Frankfurter Parlement vergaderden in de Sint-Paulskerk in Frankfurt. Tegenwoordig hangt het schilderij in het Germanisches Nationalmuseum in Neurenberg.

In de 19e eeuw begon Duitsland zich te vereenzelvigen met de vrouwenfiguur Germania. In de 19e eeuw als typisch Germaans geziene attributen als blonde vlechten, een kuras, met staal bedekte borsten en eikenloof onderscheidden haar van andere nationale maagden zoals Brittania, de Nederlandse Maagd en de Franse Marianne.
Inspiratiebron voor Germania als zinnebeeld was Brittania. In de 18e eeuw werd deze vrouwenfiguur, een gehelmde en gewapende krijgshaftige maagd, het zinnebeeld van het Verenigd Koninkrijk en Engeland. Brittania, met een drietand als symbool van haar hegemonie over de oceanen, een helm met pluimen, een klassieke Romeinse tunica en een schild met het Kruis van Sint-George en het Kruis van Sint-Andreas werd in pantomimes uitgebeeld.
Door een dergelijk zinnebeeld, herinnerend aan Roma te kiezen konden de opkomende nationale staten zich identificeren met het Romeinse Rijk.
Germania werd niet als zeevarend afgebeeld, Duitsland was geen belangrijke zeevarende natie. Hamburg heeft een eigen stedenmaagd, Hammonia geheten.
Germania komt voor als heraldische figuur, als vignet en als postzegel.